# Sycites
Sycites är ett släkte av skalbaggar. Sycites ingår i familjen vivlar.
Kladogram enligt Catalogue of Life:
| Sycites | \| \| Sycites pilicornis \| \| \| \| |
|         | \| \| Sycites pilicornis \| \| \| \| |
|         | Sycites pilicornis                   |
|         |                                      |